# Sicista napaea
Sicista napaea es una especie de roedor de la familia Dipodidae.

## Distribución geográfica
Se encuentran en Kazajistán y Rusia.